# Camperplaats

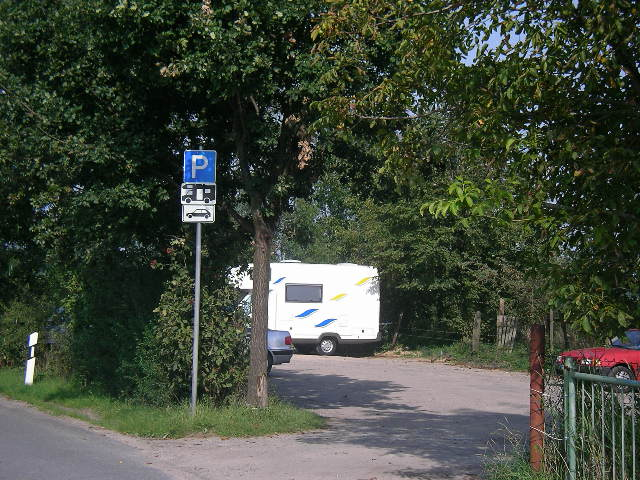
Camperplaats in Duitsland.

Een camperplaats is een speciaal voor campers ingerichte parkeerplaats, niet te verwarren met  een camping. Hier mag men tegen betaling de camper parkeren en daarin overnachten. Ook mag men gebruik maken van de voorzieningen, voor zover aanwezig.
Op een camping is men met een camper niet altijd welkom, omdat er vaak geen verharde staplaatsen aanwezig zijn. Het gebruik van de camper als vervoermiddel in combinatie met verblijfsruimte wordt door sommige tent- en caravankampeerders als onrustig ervaren.
Mede om die reden zijn in veel landen speciaal ingerichte camperplaatsen aangelegd met sanistations of sanizuilen, zodat ook de toeristen die met een camper reizen zo gastvrij mogelijk kunnen worden ontvangen.